# Art of Balance
Art of Balance ist ein Puzzle-Computerspiel, das von Shin’en Multimedia entwickelt und veröffentlicht wurde. Am 15. Februar 2010 erschien es erstmals in Nordamerika für den WiiWare-Shop der Wii. Am 26. März 2010 wurde das Spiel auch in Europa veröffentlicht. Es wurden auch Versionen des Spiels für den PlayStation Store der PlayStation 4 und für den Nintendo eShop der Wii U und der Nintendo Switch veröffentlicht. Eine Version für den Nintendo 3DS erschien unter dem Namen Art of Balance TOUCH!. Zu allen Versionen des Spiels wurde eine Demoversion veröffentlicht.

## Spielprinzip
Art of Balance ist ein Puzzlespiel, in dem der Spieler mehrere Blöcke auf einer in Wasser schwimmenden Plattform aufeinanderstapeln muss, ohne dass die Blöcke ins Wasser fallen. Dabei können die Blöcke in 45°-Winkeln gedreht werden. Die Blöcke können eckig oder rund sein und zudem andere Formen annehmen. Einige Blöcke zerbrechen, falls zu viele weitere Blöcke auf ihn platziert werden. Das Spiel besitzt mehrere verschiedene Spielmodi.
Im Spielmodus „Arcade“ besitzt der Spieler einen Vorrat an Blöcken. Es geht darum, die Blöcke aufeinander zu stapeln, bis keine mehr übrig sind. Danach muss der Turm drei weitere Sekunden stehen bleiben, ohne umzufallen. In diesem Spielmodus gibt es acht Welten mit insgesamt 200 Puzzles. Außerdem gibt es Super-Puzzles, in denen der Spieler ein Zeitlimit hat oder die Plattform auf dem Wasser schwankt. Die Puzzles sind auch mit einem zweiten Spieler kooperativ spielbar.
Im Spielmodus „Punktejagd“ spielt der Spieler solange zufällige Puzzles aus dem Arcade-Modus, bis er alle Leben verloren hat. Der Highscore der gelösten Puzzles kann online mit anderen Spielern verglichen werden.
Im Spielmodus „Turm-Tumult“ platzieren mehrere Spieler nacheinander Blöcke. Wenn bei einem Spieler der Turm umfällt, erhalten alle anderen Spieler einen Punkt.
Im Spielmodus „Hochstapler“ spielen zwei Spieler gegeneinander die Puzzles aus dem Arcade-Modus. Der Sieger ist derjenige, der am schnellsten alle Blöcke platziert hat und dessen Turm nach drei Sekunden noch steht.
Im Spielmodus „Endlosspiel“ kann der Spieler ohne Zeitbegrenzung so lange unbegrenzt viele Klötze aufeinanderstapeln, bis sie umfallen.

## Rezeption
Art of Balance erhielt größtenteils positive Wertungen. Die Wii-Version des Spiels erhielt auf Metacritic – basierend auf zehn Rezensionen – eine Wertung 88 von 100. Die Versionen für den 3DS und die Wii U erhielten – jeweils basierend auf neun Rezensionen – beide jeweils eine Wertung von 82 von 100.